# Brachycephalus pernix
Espèce
Statut de conservation UICN

 DD  : Données insuffisantes
Brachycephalus pernix est une espèce d'amphibiens de la famille des Brachycephalidae.

## Répartition
Cette espèce est endémique du Paraná au Brésil. Elle se rencontre vers 1 400 m d'altitude dans la Serra da Baitaca à Quatro Barras et à Morretes.

## Description
Les mâles mesurent de 12 à 13,3 mm et les femelles de 14,1 à 15,8 mm.

## Publication originale
- Pombal, Wistuba & Bornschein, 1998 : A new species of brachycephalid (Anura) from the Atlantic Rain Forest of Brazil. Journal of Herpetology, vol. 32, no 1, p. 70-74 (texte intégral).